# تپه کچلی
تپه کچلی در شهرستان زابل، بخش شیب آب، دهستان لوتک، ۱/۳ کیلومتری جنوب شرقی روستای حمزه آباد واقع شده و این اثر در تاریخ ۲۷ اسفند ۱۳۸۶ با شمارهٔ ثبت ۲۲۶۵۵ به‌عنوان یکی از آثار ملی ایران به ثبت رسیده است.